# Mensa
Mensa là cộng đồng gồm những người có IQ cao nhất và lâu đời nhất trên thế giới. Đây là một tổ chức phi lợi nhuận dành cho những người có điểm số IQ cao hơn 98% nhân loại (131), kết quả thu được từ việc kiểm tra IQ hoặc thông qua một số kết quả bài kiểm tra trí thông minh hợp lệ khác. Mensa chính thức bao gồm các nhóm quốc gia và tổ chức được gọi là Mensa International, với một văn phòng đăng ký tại Caythorpe, Lincolnshire, Anh (tách biệt với văn phòng Mensa của Anh tại Wolverhampton). Từ mensa (/ ˈmɛnsə /; Latin: [ˈmensa]) có nghĩa là "bảng" trong tiếng Latin, được biểu tượng hóa trong biểu trưng của tổ chức và được chọn để thể hiện tính chất bàn tròn của tổ chức; Sự đến với nhau trong công bằng.
Roland Berrill, một luật sư người Úc, và tiến sĩ Lancelot Ware, một nhà khoa học và luật sư người Anh, đã thành lập Mensa tại trường Lincoln College, ở Oxford, Anh, vào năm 1946. Họ có ý tưởng hình thành một cộng đồng cho những người rất thông minh, thành viên với chỉ số IQ cao. Cộng đồng này là phi chính trị và tự do với tất cả các khác biệt xã hội (chủng tộc, tôn giáo, vv).
Mensa Mỹ là chi nhánh lớn thứ hai của Mensa. Thành công của nó đã được liên kết với những nỗ lực của người tổ chức sớm và lâu đời của nó, Margot Seitelman.
Berrill và Ware đều thất vọng với kết quả của xã hội. Berrill đã dự định Mensa là "một tầng lớp quý tộc của trí tuệ", và không hài lòng rằng phần lớn người Mensa đến từ những hoàn cảnh không mấy khá giả, trong khi Ware nói, "Tôi cảm thấy thất vọng vì rất nhiều thành viên dành nhiều thời gian giải quyết các câu đố".

## Yêu cầu để trở thành hội viên
Yêu cầu thành viên của Mensa là số điểm bằng hoặc cao hơn tỷ lệ phần trăm thứ 98 trên một số IQ tiêu chuẩn nhất định hoặc các bài kiểm tra trí thông minh được chấp thuận khác, chẳng hạn như Cân thông minh Stanford-Binet. Điểm số chấp nhận tối thiểu trên Stanford-Binet là 132, trong khi cho Cattell là 148. Hầu hết các bài kiểm tra IQ được thiết kế để mang lại điểm trung bình là 100 với độ lệch chuẩn là 15; điểm số phần trăm thứ 98 theo các điều kiện này là 131, giả sử một phân phối bình thường.
Hầu hết các nhóm thử nghiệm quốc gia sử dụng pin thử nghiệm IQ được thiết lập tốt, nhưng Mensa Mỹ đã phát triển bài kiểm tra ứng dụng riêng của mình. Kỳ thi này được thực hiện bởi Mensa Mỹ và không cung cấp điểm số tương đương với điểm số trong các bài kiểm tra khác; nó chỉ phục vụ để hội xác định một người có đủ điều kiện để trở thành thành viên hay không. Ở một số nhóm quốc gia, một người có thể tham gia một bài kiểm tra do Mensa cung cấp chỉ một lần, mặc dù sau đó một người có thể gửi đơn đăng ký với kết quả từ một bài kiểm tra đủ điều kiện khác. Các thử nghiệm Mensa cũng có sẵn ở các nước đang phát triển như Ấn Độ, Pakistan, Brazil, v.v. và cộng đồng ở các nước đang phát triển đã phát triển với tốc độ nhanh chóng. Uzair Gul, với chỉ số IQ 191, trở thành cá nhân có điểm cao nhất trong lịch sử Nam Á.

## Nhiệm vụ
Hiến pháp của Mensa liệt kê ba mục đích: "để xác định và thúc đẩy trí thông minh của con người vì lợi ích của nhân loại, khuyến khích nghiên cứu về bản chất, đặc điểm và sử dụng trí thông minh, và cung cấp môi trường trí tuệ và xã hội kích thích cho các thành viên".
Để kết thúc, tổ chức cũng tham gia với các chương trình cho trẻ em có năng khiếu, đọc viết, và học bổng, và nó cũng tổ chức nhiều cuộc tụ họp bao gồm một hội nghị thượng đỉnh hàng năm.

## Cấu trúc tổ chức
Hiệp hội quốc tế Mensa bao gồm khoảng 134.000 thành viên, ở 100 quốc gia, trong 51 nhóm quốc gia. Các cá nhân sống ở một quốc gia có nhóm quốc gia tham gia, trong khi những người sống ở các quốc gia không có chương được công nhận có thể tham gia trực tiếp Hiệp hội quốc tế Mensa.
Những nhóm quốc gia lớn gồm:
- Mensa Mỹ, với hơn 57.000 thành viên, [18]
- Mensa Anh, với hơn 21.000 thành viên[19]
- Mensa Đức, với hơn 13.000 thành viên.[20]

Các nhóm quốc gia lớn hơn được chia nhỏ thành các nhóm địa phương. Ví dụ: Mensa Mĩ có 134 nhóm địa phương, với số lượng lớn nhất có hơn 2.000 thành viên và nhóm nhỏ nhất có dưới 100 thành viên.
Các thành viên có thể thành lập các Nhóm Quan tâm Đặc biệt (SIG) ở cấp quốc tế, quốc gia và địa phương; các SIG này đại diện cho nhiều sở thích khác nhau, cả phổ biến lẫn lẻ tẻ, từ các câu lạc bộ xe gắn máy đến các hoạt động hợp tác kinh doanh. Một số SIG được kết hợp với các nhóm địa lý khác nhau, trong khi những người khác hoạt động độc lập với hệ thống phân cấp chính thức. Cũng có các SIG điện tử (eSIG), hoạt động chủ yếu dưới dạng danh sách e-mail, nơi các thành viên có thể hoặc không thể gặp nhau trực tiếp.
Hiệp hội Mensa, một công ty từ thiện riêng của Hoa Kỳ, chỉnh sửa và xuất bản Tạp chí Nghiên cứu Mensa của riêng mình, trong đó cả những thành viên Mensa và người không phải Mensa đều được xuất bản trên nhiều chủ đề khác nhau xung quanh khái niệm và đo lường của trí thông minh. Các nhóm quốc gia cũng phát hành định kỳ, chẳng hạn như Mensa Bulletin, ấn phẩm hàng tháng của Mensa Mỹ, và Mensa Magazine, ấn phẩm hàng tháng của Mensa Anh.

## Ấn phẩm
Tất cả các nhóm Mensa đều xuất bản các bản tin hoặc tạp chí chỉ dành cho thành viên, bao gồm các bài báo và cột được viết bởi các thành viên và thông tin về các sự kiện sắp tới của Mensa. Ví dụ bao gồm Bản tin Mensa của Mỹ, tạp chí Mensa của Anh, MozaIQ của Serbia, TableAus của Úc, El Mensajero  của Mexico và Danh bạ Pháp. Một số nhóm địa phương hoặc khu vực có bản tin của riêng họ, chẳng hạn như các bản tin ở Hoa Kỳ, Vương quốc Anh, Đức và Pháp.
Hiệp hội quốc tế Mensa xuất bản một tạp chí Mensa World Journal, trong đó "có quan điểm và thông tin về Mensa trên khắp thế giới". Tạp chí này thường được bao gồm trong mỗi tạp chí quốc gia.
Mensa cũng xuất bản Tạp chí Nghiên cứu Mensa, trong đó "nêu bật các bài báo học thuật và nghiên cứu gần đây liên quan đến trí thông minh". Không giống như hầu hết các ấn phẩm của Mensa, tạp chí này có sẵn cho những người không phải là thành viên.